# Mudžahedin
Mudžahedin  (arapski: مجاهدين) je množina imenice mudžahid (arapski: مجاهد), što doslovno znači "borac", netko tko se angažirao u džihadu, ili "borbi", ali se često prevodi kao "sveti ratnik". U kasnom dvadesetom stoljeću, izraz "mudžahedin" je postao popularan u medijima za opisivanje raznih naoružanih boraca koji podržavaju islamističke ideologije.

## Etimologija
Arapske riječi obično imaju korijen od tri slova. Korijen riječi mudžahedin je Dž-H-D (ج-ه-د), što znači "napor"; ovo je isti korijen kao korijen riječi džihad, što znači "borba". Mudžahid je stoga originalno netko tko se bori ili napreže. Ovaj izraz je čak i u arapskom preuzeo značenja koja su specifično religiozna, ili specifično vojna, ili oboje.

## Afganistanski mudžahedini
Najpoznatiji i najozloglašeniji mudžahedini su bili iz raznih labavo povezanih opozicijskih grupa koje su se borile protiv sovjetske invazije na Afganistan između 1979. i 1989. Ove grupe su se zatim međusobno borile u građanskom ratu. Ove mudžahedine su u značajnoj mjeri financirale, naoružavale i trenirale Sjedinjene Države (pod predsjednicima Jimmyjem Carterom i Ronaldom Reaganom), Pakistan, Saudijska Arabija, i Kina. Regan je o mudžahedinima govorio kao o "borcima za slobodu ... koji definiraju principe neovisnosti i slobode koji čine osnovu globalne sigurnosti i stabilnosti." U zapadnoj kulturi, mudžahedini su slikani pozitivno u popularnim akcijskim filmovima -The Living Daylights- i Rambo 3. Nakon što su se Sovjeti povukli, mudžahedini su se razdvojili u dvije labavo povezane suprotstavljene frakcije, Sjeverni savez i Talibane, koji su vodili građanski rat za kontrolu nad Afganistanom.
Bogati Saudijac, Osama bin Laden je bio istaknuti mudžahedinski organizator i finansijer; njegov Maktab al-hadamat (službena kancelarija) je doturao novac, oružje i muslimanske borce iz cijelog svijeta u Afganistan, uz pomoć i podršku američke, pakistanske i saudijske vlade. 1988., bin Laden se odvojio od MAK-a.
Afganistanski mudžahedini su nastali iz kaosa, raširili se i uživali u kaosu, i na isti način su vladali. Gotovo svim ratnim operacijama su rukovodile lokalne vođe. Kako je ratovanje postalo sofisticiranije, vanjska podrška i regionalna koordinacija je rasla. Pa ipak, osnovne jedinice mudžahedinskih organizacija i akcija su nastavile oslikavati visoko segmentiranu narav afganskog društva.
Tijekom gerilskog rata vodstvo se osobeno povezalo s titulom "komandir". Ova titula se odnosila na neovisne vođe, izbjegavajući identifikaciju s razrađenom vojnom birokracijom povezanom s činovima poput generalskih. Segmentacija vlasti i religijsko vodstvo su bile dvije vrijednosti koje je prizivala nomenklatura nastala u ratu. 
Olivier Roy je procijenio da je nakon četiri godine rata, postojalo najmanje 4.000 iz kojih su dejstvovale mudžahedinske jedinice. Većina njih je bila u sklopu sedam stranka koje su prognane iz matičnog Pakistana. One su služile kao izvori nabava, i različitih nivoa nadgledanja. Značajni komandiri su obično predvodili 300 ili više boraca, kontrolirali nekoliko baza, i dominirali u oblasti određene pokrajine. Pokušavlo se to sve i hijerarhiijski organizirati. Njihove operacije su varirale u dometu, a najambicioznija je bila ona koju je organizirao Ahmad Šah Masud iz doline Pandžšir, sjeverno od Kabula. On je predvodio najmanje 10.000 treniranih boraca na kraju rata sa Sovjetima, i proširio je svoju političku kontrolu na oblasti Afganistana u sjeveroistočnim pokrajinama, kojima su dominirali Tadžici.
Roy je također opisao regionalne, etničke i sektaške varijacije u mudžahedinskim organizacijama. U paštunskim oblastima na istoku, jugu i jugozapadu, plemenska struktura, s mnogo rivalskih pod-zona, je omogućila osnovu za vojnu organizaciju i rukovođenje. Mobilizacija se mogla povezati s tradicionalnom borbenom vjernošću plemenskih laškara (oružanih snaga). U pogodnim okolnostima, ovakve formacije su lako mogle dostići više od 10.000 pripadnika, kako se i dogodilo kada su veliki sovjetski napadi otpočeli u istočnim pokrajinama, ili kada su mudžahedini opsjedali gradove, kao što je Kost u pokrajini Paktia. Ali u borbama opsadnog tipa, tradicionalne masovne jedinice -- posebno uobičajene neposredno po završetku žetve -- su se pokazale lošim izborom, kada bi im se suprotstavili dobro utvrđeni branitelji s modernim naoružanjem. Izdržljivost laškara je bila nepopravljivo kratka; malo opsada je uspjelo.
Mobilizacija mudžahedina u ne-paštunskim oblastima se suočavala s raznim preprekama. Prije invazije, malo ne-Paštuna je posjedovalo vatreno oružje. U ranim periodima rata, oružje je najlakše nabavljano od vojnih snaga ili žandarmerije koja bi prebjegla ili pala u zasjedu. Međunarodno tržište oružja i strana vojna podrška je posljednja stigla u manjinske oblasti.
U sjevernim regionima je postojalo malo vojničkih tradicija na kojima bi bila građena oružana borba. Mobilizacija je mahom potjecala od političkog rukovodstva, i bila je u bliskoj vezi s Islamom.
Roy ubjedljivo pokazuje kontrast između društvenog vodstva religioznih osoba u iranskim i afganskim regijama gdje su se govorili turski jezici, i onih gdje su u većini bili Paštuni. Kako su im nedostajali snažni politički predstavnici u državi kojom su dominirali Paštuni, manjinske zajednice su se obično za vodstvo okretale pirovima (svecima) koji su poštovani iz vjerskih ili karizmatičnih razloga.
Mnogi muslimani iz drugih zemalja su se javljali kao dragovoljci raznim mudžahedinskim grupama u Afganistanu, i oni su stekli značajno iskustvo u gerilskom ratovanju. Neke grupe ovih veterana su bili značajni čimbenici u skorijim sukobima kao što je sukob u Bosni.
Mudžahedini su pobijedili kada je Sovjetski Savez povukao trupe iz Afganistana 1989. godine, što je bilo praćeno padom režima Mohamada Nadžibulaha 1992. Međutim, mudžahedini nisu uspostavili jedinstvenu vladu, i zbacila ih je s vlasti radikalna grupa pridošla iz Pakistana, poznata kao Talibani 1996. Mudžahedinski veterani su se regrupirali kao Sjeverni savez i 2001. su uz vojnu pomoć SAD-a i međunarodne zajednice zbacili s vlasti Talibane, i formirali novu vladu pod Hamidom Karzaiem.

## Mudžahedini uBosni
Tijekom sukoba koji su otpočeli po raspadu bivše Jugoslavije, snage bosanskih muslimana su dobile znatnu financijsku i vojnu pomoć od islamskih zemalja. Pomoć se ogledala i u slanju iskusnih mudžahedina koji su bili organizirani u jedinice kao što je bila "el Mudžahid". Određeni broj ovih mudžahedina se zadržao u Bosni i poslije rata. Oni su dobili bosansko državljanstvo, i organizirali su svoju kontrolu nad pojedinim selima u Bosni, gdje su nametnuli šerijatski zakon. Poznato je da postoje mudžahedinske baze u okolini Zenice, i u selima blizu Brčkog.

## Mudžahedini uIraku
Novoorganizirani mudžahedini u Iraku se sastoje i od šiitskih i od sunitskih muslimana, koji se protive prisustvu američkih snaga (i snaga njihovih saveznika) u Iraku. Njihov cilj je formiranje Islama kao jedinog zakona, i uspostava islamske države.